# Ульсон, Эрик
Франс Эрик Вильхельм Ульсон (швед. Frans Erik Wilhelm Olson, 22 мая 1886, Гётеборг — 13 января 1966, там же) — шведский бизнесмен, политик, общественный деятель и шахматист-любитель.
Председатель Шведского шахматного союза в 1940—1947 гг.

## Биография

### Детство и юность
Родился в семье Франса Эдварда Ульсона (Frans Edward Olson) и Хедвиг Софии фон Вахенфельдт (Hedvig Sofia von Wachenfeldt).
После окончания школы Э. Ульсон учился в Королевском технологическом институте. В 1910 г. он получил степень магистра по специальности инженер-химик. В 1912 г. он окончил Академию пива компании Weihenstephan в Мюнхене.

### Карьера в бизнесе
После окончания Академии пива Э. Ульсон работал в нескольких пивоваренных компаниях Швеции. В 1922 г. он стал управляющим директором компании «AB J A Pripp & Son». После слияния «AB J A Pripp & Son» с фирмой «Lyckholm» в 1927 г. Э. Ульссон получил должность генерального директора новой компании. В 1950 г. стал президентом компании. Также состоял в советах директоров компаний «AB Apotekarnes Förenade Vattenfabriker», «Kolsyrefabrikernas», «Fryseri AB», «AB D. Carnegie & Co», железнодорожной компании «Bergslagernas Järnvägs AB».
С 1923 по 1938 гг. Э. Ульсон был членом Гётеборгской промышленной палаты (в том числе с 1926 г. на посту вице-президента, с 1935 г. — на посту президента). С 1935 по 1952 гг. он руководил выставочным комплексом и конференц-центром «Svenska Mässan». С 1939 по 1958 гг. он был вице-президентом и руководителем промышленного отдела Гётеборгской торгово-промышленной палаты. С 1931 по 1946 гг. Ульсон был членом правления Шведской экспортной ассоциации.
С 1923 по 1942 гг. он возглавлял банк «Sparbanken Bikupan», а с 1930 по 1947 гг. — Гётеборгский сберегательный банк (Göteborgs Sparbank).
С 1922 по 1961 гг. Ульсон был членом Шведской лиги пивоваров (с 1933 г. — в совете директоров организации, с 1944 г. — на должности вице-президента).
С 1947 по 1957 гг. Ульсон представлял Швецию в совете Европейской конвенции пивоваров (Council of European Brewery Convention).
С 1949 г. он был президентом Института напитков из солода (Institutet för maltdrycksforskning).
В 1961 г. Э. Ульсон вышел на пенсию.

### Политическая карьера
В 1929—1933 и 1941—1948 гг. Э. Ульсон был депутатом нижней палаты шведского парламента от Гётеборга. Работал в городском совете Гётеборга (занимался вопросами энергетики).

### Общественная деятельность
С 1939 по 1947 гг. Э. Ульсон был членом правления Технического университета Чалмерса, с 1948 по 1959 гг. — председателем совета химического факультета этого вуза.
С 1937 по 1947 гг. он входил в руководство Гётеборгской школы бизнеса.
В 1936—1937 гг. Э. Ульсон возглавлял Техническое сообщество (Tekniska samfundet). В 1939—1941 гг. он был вице-президентом Шведской ассоциации инженеров (Svenska teknologföreningen).
С 1931 по 1960 гг. был в составе руководства Общества милосердия (Allmänna hjälpföreningen).
В 1960 г. Э. Ульсон получил звание почетного доктора медицины в Каролинском институте.

### Шахматная деятельность
Э. Ульсон был достаточно известным шахматистом. Он принимал участие в традиционных матчах между командами Стокгольма и Гётеборга. В 1908 г. он победил Х. Ярлера, а в 1909 г. уступил Ю. Боману. В 1916 г. Э. Ульсон участвовал в побочном соревновании 9-го турнира северных стран в Копенгагене. Он набрал 4½ очка из 13 (+1-5=7) и разделил 12—13 места.
Отойдя от практической игры, Э. Ульсон продолжал активно участвовать в шахматной жизни Швеции. С 1922 по 1947 гг. он руководил шахматной организацией в Гётеборге. После смерти Л. Коллийна Ульсон возглавил Шведский шахматный союз. Позже на этом посту его сменил Ф. Рогард.